# (202683) 2006 US216
2006 يو أس 216 (ويعرف أيضًا باسم (202683) 2006 يو أس 216 وفق تسمية الكوكب الصغير) (بالإنجليزية: 2006 US216)‏ هو كويكب ضمن حزام الكويكبات؛ وترتيبه 202683 من حيث الاكتشاف.
اكتُشف هذا الجُرم الفلكي بواسطة ماسح جبل ليمون ‏ في 30 أكتوبر 2006.

## وصلات خارجية
- (202683) 2006 US216 في قاعدة بيانات مختبر الدفع النفاث لأجرام النظام الشمسي الصغيرة

- الاكتشاف · مخطط المدار ·  العناصر المدارية · المعلمات المادية

- (202683) 2006 US216 على موقع ويكي سكاي: DSS2, SDSS, GALEX, IRAS, Hydrogen α, X-Ray, Astrophoto, Sky Map, Articles and images